# Педро-Бей (Аляска)
Педро-Бей (англ. Pedro Bay) — переписна місцевість (CDP) в США, в окрузі Лейк-енд-Пенінсула штату Аляска. Населення — 43 особи (2020).

## Географія
Педро-Бей розташоване за координатами 59°46′56″ пн. ш. 154°6′29″ зх. д. / 59.78222° пн. ш. 154.10806° зх. д. (59.782161, -154.107931).  За даними Бюро перепису населення США в 2010 році переписна місцевість мала площу 50,01 км², з яких 44,17 км² — суходіл та 5,83 км² — водойми.

## Демографія
Згідно з переписом 2010 року, у переписній місцевості мешкали 42 особи в 19 домогосподарствах у складі 10 родин. Густота населення становила 1 особа/км².  Було 33 помешкання (1/км²).
Расовий склад населення:
| - 66,7 % — корінних американців - 28,6 % — білих |

До двох чи більше рас належало 4,8 %. Частка іспаномовних становила 0,0 % від усіх жителів.
За віковим діапазоном населення розподілялося таким чином: 31,0 % — особи молодші 18 років, 57,1 % — особи у віці 18—64 років, 11,9 % — особи у віці 65 років та старші. Медіана віку мешканця становила 40,0 року. На 100 осіб жіночої статі у переписній місцевості припадало 82,6 чоловіків;  на 100 жінок у віці від 18 років та старших — 93,3 чоловіків також старших 18 років.
Середній дохід на одне домашнє господарство  становив 55 238 доларів США (медіана — 56 667), а середній дохід на одну сім'ю — 63 875 доларів (медіана — 56 667). За межею бідності перебувало 8,3 % осіб, у тому числі 0,0 % дітей у віці до 18 років та 25,0 % осіб у віці 65 років та старших.
Цивільне працевлаштоване населення становило 10 осіб. Основні галузі зайнятості: освіта, охорона здоров'я та соціальна допомога — 40,0 %, мистецтво, розваги та відпочинок — 30,0 %, будівництво — 20,0 %.